# Dennis Robertson (economista)
Sir Dennis Holme Robertson (Lowestoft, 23 maggio 1890 – Cambridge, 21 aprile 1963) è stato un economista inglese.

## Biografia
Figlio di un ecclesiastico anglicano, studiò a Eton e al Trinity College di Cambridge. Si laureò nel 1912.
Lavorò a stretto contatto con John Maynard Keynes negli anni venti e trenta, ed ebbe un ruolo importante nello sviluppo delle idee che sarebbero state alla base del Trattato sulla moneta (1930), prima, e della Teoria generale (1936), poi. In seguito, vi furono diversità di vedute in campo economico che portarono a un certo distacco tra lui e Keynes.

## Opere
- Studio sulle fluttuazioni industriali (1915)
- Politica bancaria e livello dei prezzi (1926)
- La moneta (1930)
- Saggi di teoria monetaria (1940), Trad. it di Federico Caffè, La Nuova Italia, Firenze, 1956
- Lezioni sui principi dell'economia (1957 - 1959)